# Liliana La Rosa
Liliana del Carmen La Rosa Huertas (Huacho, Perú; 30 de mayo de 1964) es una enfermera y profesora universitaria peruana especializada en políticas públicas. Fue Ministra de Desarrollo e Inclusión Social del Perú entre el 2 de abril de 2018 y el 11 de marzo de 2019, habiendo tomado juramento durante el Gobierno de Martín Vizcarra.

## Biografía
Nació en el distrito de Huacho, de la provincia de Huaura. Hija de Alfonsa Huertas y de Andrés La Rosa. Su educación primaria y secundaria la realizó en el Colegio Santa Rosa de las Madres Dominicas del Rosario, de su ciudad natal. Culminados sus estudios secundarios, en 1981 ingresó a la Universidad Nacional José Faustino Sánchez Carrión, siendo parte de la primera promoción de Enfermería, en la que participó dos semestres académicos.
Luego, ingresó a la Escuela de Enfermeras del Hospital del Niño – Universidad Federico Villarreal, Lima, donde se graduó como Bachiller y Licenciada de Enfermería.

## Estudios profesionales
En 1989 y 1990 realizó el Diploma de Estudios Sociológicos en la Pontificia Universidad Católica del Perú y en 1991 ingresó a la Maestría de Salud Comunitaria con mención en Materno Infantil y Población de la Universidad Peruana Cayetano Heredia (UPCH). En 1995 ganó una beca del BID para estudiar en la Facultad de Ingeniería Industrial de la Universidad de Chile, la Maestría de Gestión y Políticas Públicas.
En 1999 realizó el entrenamiento en Salud Internacional en la Organización Panamericana de la Salud en Washington D. C., Estados Unidos.

## Trayectoria
Su incursión en la gestión pública empezó en 1991 cuando fue designada como directora general del Programa Nacional de Juventud del Consejo Nacional de Población de la Presidencia del Consejo de Ministros del Perú, desde donde impulsó el desarrollo de políticas multisectoriales para las juventudes.
Fue coordinadora del Programa de creación de Servicios de Salud para Adolescentes de Pathfinder Fund desde la ONG PROFAMILIA, desde donde se crearon los primeros 12 servicios públicos especializados para Adolescentes.
En 1996 fundó la Sociedad Peruana de Adolescencia y Juventud de la cual fue directora ejecutiva en dos ocasiones, logrando insertarla en el contexto iberoamericano, así como posicionarla en el Perú.
En el 2008 fue designada asesora del Ministro de Salud y luego directora general de Cooperación Internacional del Ministerio de Salud del Perú, culminando funciones en agosto del 2011. Al finalizar el año 2011 fue incorporada al Cuerpo de Gerentes Públicos de la Autoridad Nacional del Servicio Civil – SERVIR como Gerente de Desarrollo Social.
En el 2012 fue designada como Directora de Cooperación y Negociación Internacional de la Agencia Peruana de Cooperación Internacional – Ministerio de Relaciones Exteriores del Perú y luego encargada de la Dirección de Políticas y Programas, funciones que culminó al ser asignada como Gerente Público en la Presidencia del Consejo de Ministros como responsable de Cooperación Internacional. En el 2015 se desempeñó como directora general de Cooperación y Relaciones Internacionales del Ministerio de Trabajo.
Posteriormente ejerció como profesora a tiempo completo en la Facultad de Ciencias Sociales de la PUCP, labor que incluye docencia en la Escuela de Gobierno y Políticas Públicas de la PUCP. 

### Decana Nacional del Colegio de Enfermeros del Perú
El 1 de mayo de 2017 fue parte de la fundación del Movimiento #Súmate, con el cual ganó las elecciones nacionales para ser Decana Nacional del Colegio de Enfermeros del Perú, cargo que juramentó el 29 de enero de 2018. Durante su gestión se creó la Defensoría de Enfermería y se presentó una iniciativa legislativa para aprobar la «Ley de creación del Programa para la Protección de los Huérfanos del Feminicidio», entre otras iniciativas.
Tras haber culminado su gestión en el Ministerio de Desarrollo e Inclusión Social, el 12 de marzo del 2019; reasumió su cargo de Decana Nacional del Colegio de Enfermeros del Perú, desde donde actualmente lidera a nivel nacional la Campaña Mundial Nursing Now en Perú.

### Ministra de Desarrollo e Inclusión Social del Perú
El 2 de abril de 2018 juró como Ministra de Desarrollo e Inclusión Social del Perú, integrando el gabinete Villanueva, del gobierno de Martín Vizcarra. Su designación originó polémica en algunos sectores, al recordarse que había militado en Frente Amplio, conglomerado de grupos izquierdistas que había contribuido con la caída del anterior gobierno, el de Pedro Pablo Kuczynski. La Rosa se defendió diciendo que había renunciado a la militancia de Frente Amplio meses antes, cuando que fue elegida Decana Nacional del Colegio de Enfermeros.